# Sincerity Is Scary
Sincerity Is Scary è un singolo discografico del gruppo musicale inglese The 1975, pubblicato nel 2018 ed estratto dal loro terzo album in studio A Brief Inquiry into Online Relationships.

## Tracce
- Download digitale

1. Sincerity Is Scary – 3:45

## Video
Il videoclip della canzone è stato diretto da Warren Fu. 